# Let the Sin Begin
Let the Sin Begin — це третій сингл техаського гурту Drowning Pool з їхнього однойменного альбому. Це також перша пісня в списку треків самого альбому. За тринадцять місяців праці вони врешті випустили свій третій сингл 12 серпня 2011 року.
Гітарист гурту Сі-Джей Пірс в інтерв'ю, яке він давав Artist Direct, так висловився про цей сингл:

| «Це пісня для фанів; це пісня для людей. Ми всі маємо хороші та важкі періоди життя. В нас всіх бувають погані дні, в нас всіх бувають і чудові. Це гімн. Це рок-пісня, просто фани є її частиною. В цьому вся її суть. У нас всіх бувають такі дні, і всі ми почуваємось так разом.»[1] Оригінальний текст (англ.) «It's a fan song; it's a people song. We all go through good times and bad times. We all feel like s--t or we all have a great day. It's an anthem. It's a rock song that just includes fans as part of it. That's the whole idea about it. We all have those days, and we all feel it together.» |

## Відеокліп
Офіційний відеокліп на пісню вийшов 12 серпня 2011 року.

## Список треків
| #  | Назва               | Тривалість |
| -- | ------------------- | ---------- |
| 1. | «Let the Sin Begin» | 3:36       |

## Учасники
- Раян Мак-Комбз — вокал
- Сі-Джей Пірс — гітара
- Майк Льюс — ударні
- Стіві Бентон — баси